# Brooklyn Navy Yard

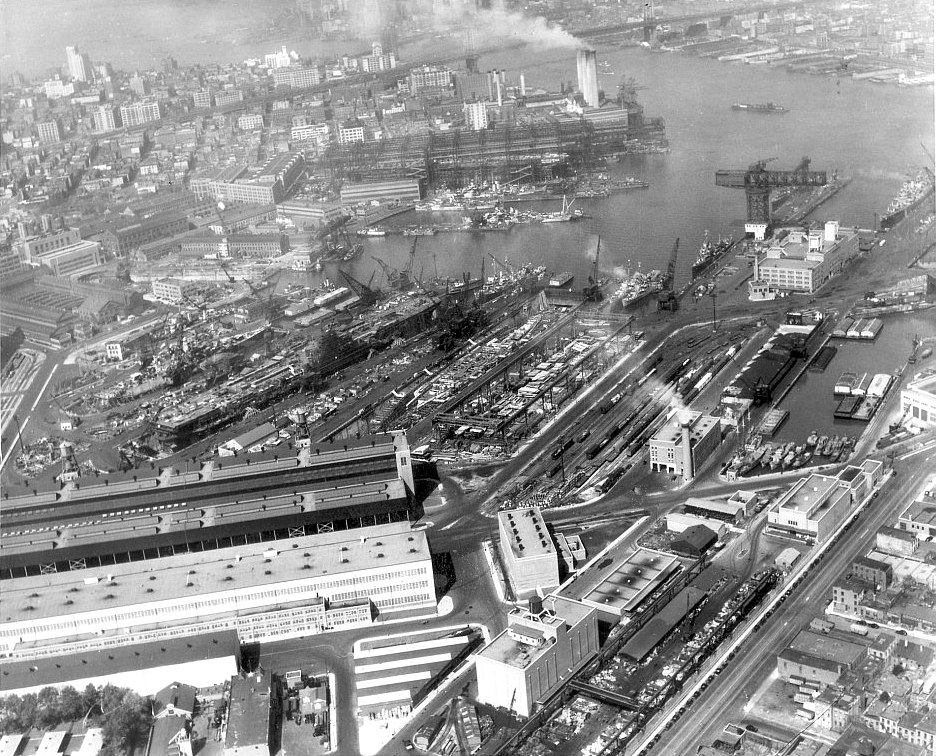
New York Naval Shipyard, April 1945

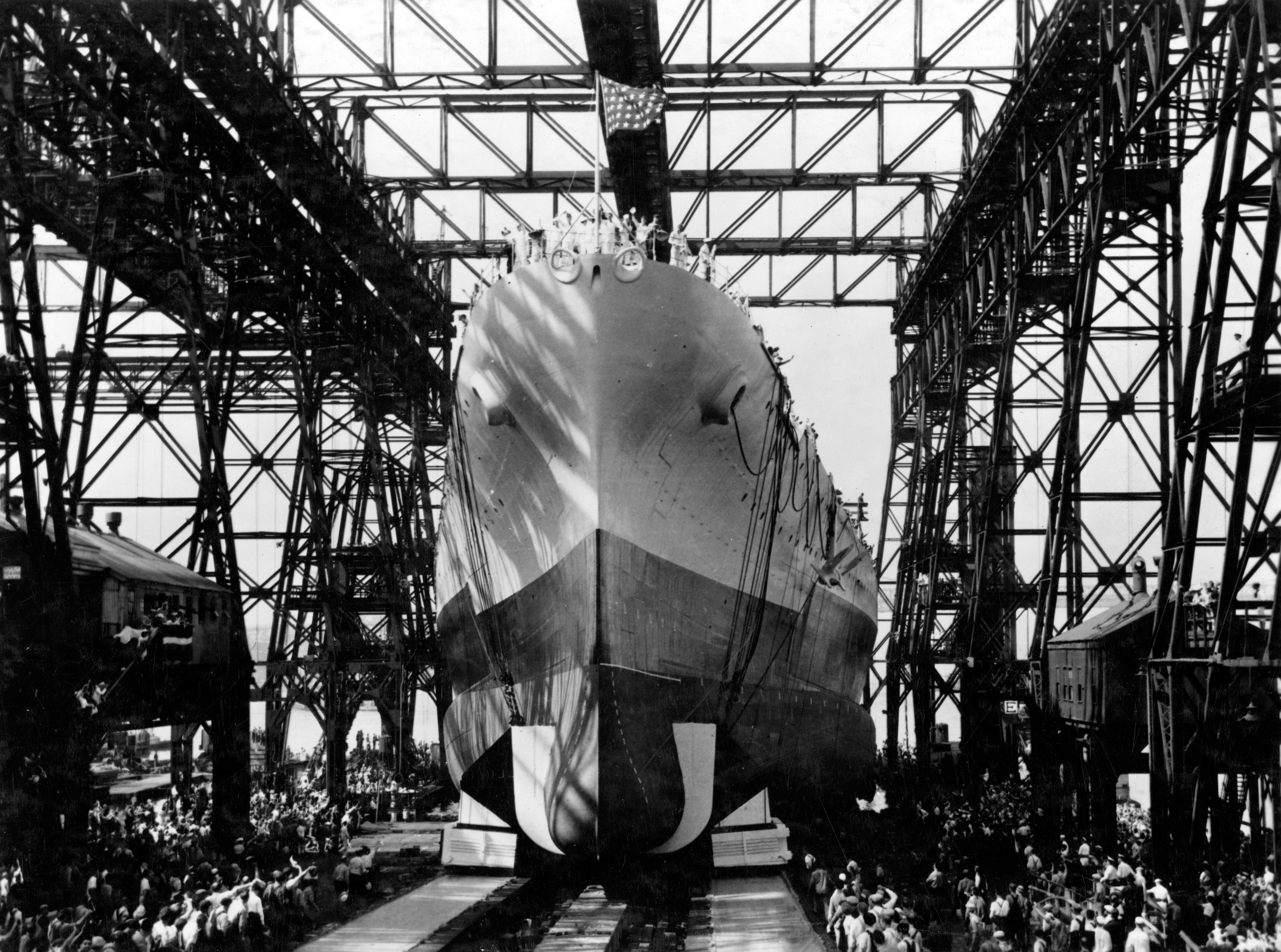
Stapellauf der USS North Carolina im Juni 1940

Die Brooklyn Navy Yard, ursprünglich bekannt als New York Navy Yard, New York Naval Shipyard und United States Navy Yard, New York, war eine militärisch organisierte Schiffswerft im New Yorker Hafen von New York City. Das Gelände der inzwischen stillgelegten Werft liegt im Nordwesten von Brooklyn an der Wallabout Bay des East River. Es grenzt östlich an Williamsburg, westlich an Vinegar Hill und südlich an Fort Greene. Das Viertel hat laut US-Zensus 2020 lediglich fünf Einwohner und befindet sich in einem Umstrukturierungsprozess. Das 91,11 ha umfassende Gelände ist im National Register of Historic Places eingetragen.

## Geschichte

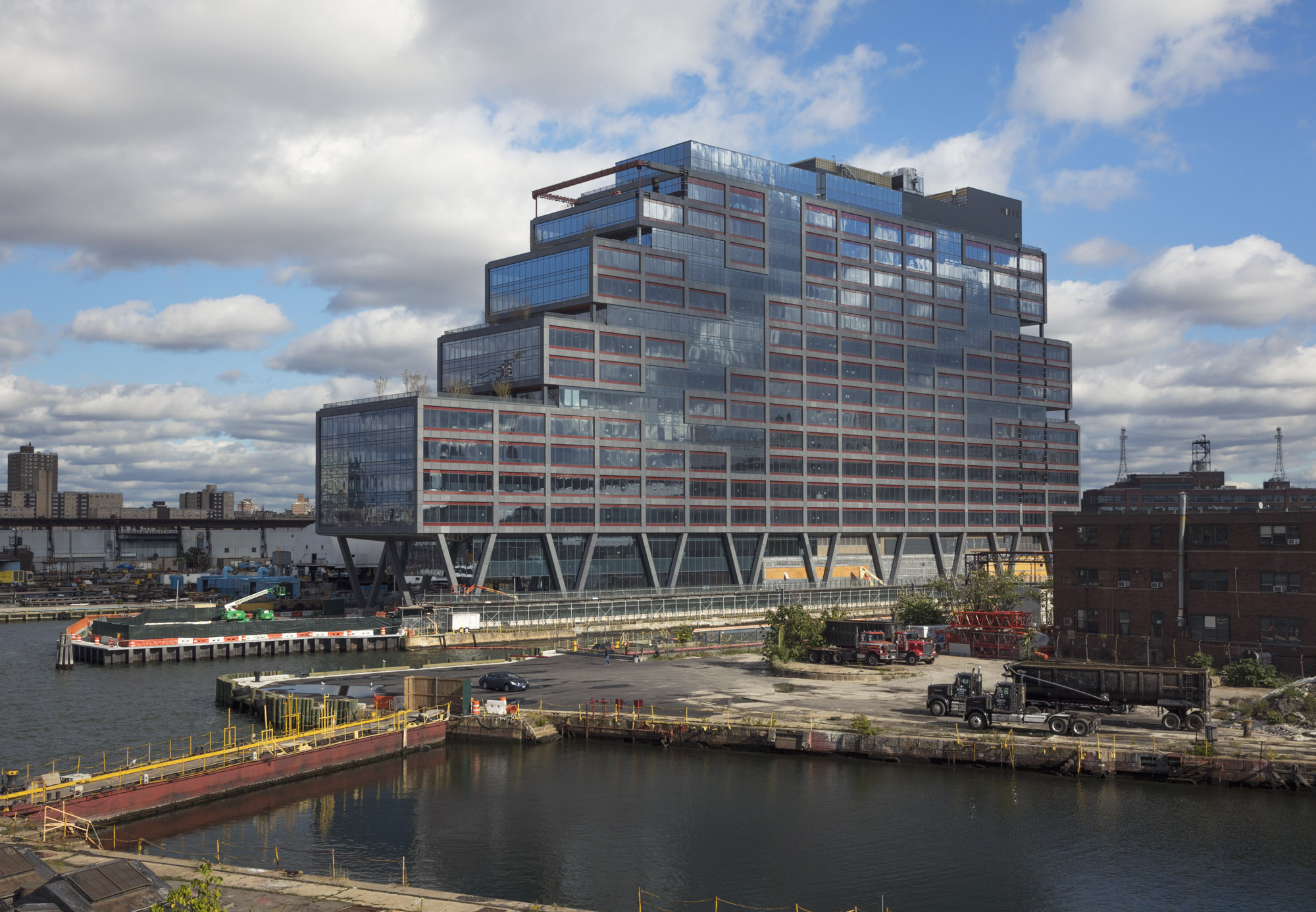
Das 2017 bis 2019 erbaute Dock 72

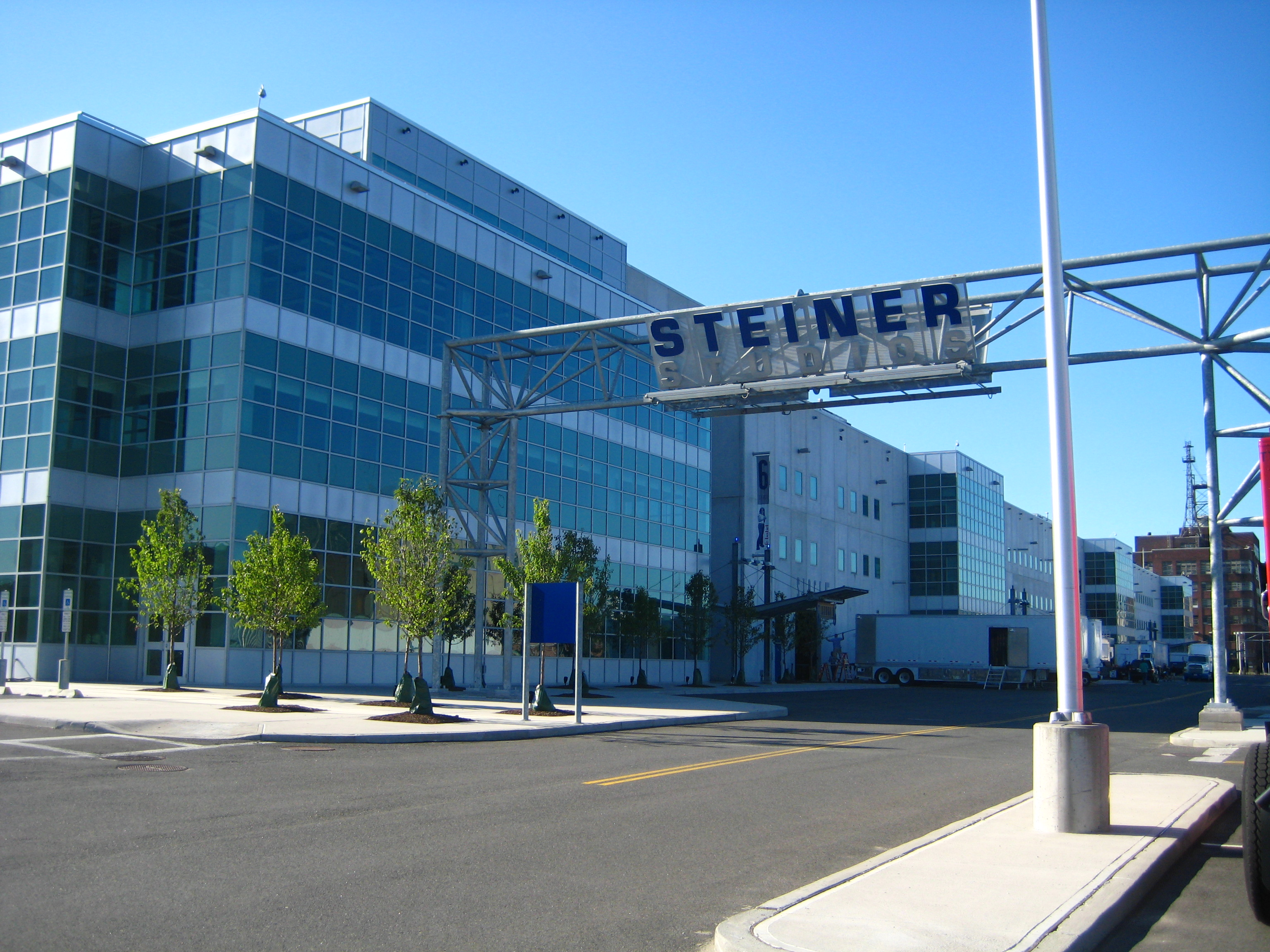
Steiner Studios

Das Gelände, auf dem bereits vorher einige Zivilschiffe gebaut wurden, wurde 1801 von der Regierung der Vereinigten Staaten aufgekauft und produzierte ab 1806 Schiffe für die United States Navy. Ab 1814 baute die Werft nach den Plänen von Robert Fulton das erste dampfbetriebene Kriegsschiff der Welt, die Fulton. Während des Sezessionskrieges in den 1860er Jahren beschäftigte die Werft bis zu 7.000 Menschen. Diese Zahl fiel 1874 auf unter tausend, unter anderem mit dem Bau der Maine und später der Connecticut wurde sie jedoch wieder erhöht. Während des Ersten Weltkrieges lag die Zahl der Beschäftigten dann wieder bei über 20.000. In dieser Zeit baute die Werft mehrere Schlachtschiffe und U-Jagd-Boote.
Nach dem Ende des Krieges brachen auch die Aufträge der Werft ein, 1921 arbeiten dort nur noch 5.000 Menschen, 1923 dann noch 3.500. Erst mit dem Beginn des Zweiten Weltkrieges legte auch die Auftragslage wieder zu, 1939 beschäftigte die NYNS fast 9.000 Menschen, 1943 dann fast 69.000. In dieser Zeit wurde dort das Typschiff der Iowa-Klasse, Iowa und das letzte Schlachtschiff der USA, die Missouri fertiggestellt, außerdem mehrere Panzerlandungsschiffe. Ab 1943 begann in New York der Bau von Flugzeugträgern, 1960 lief mit der Constellation der letzte Träger vom Stapel.
In den folgenden Jahren baute die Werft noch einige Landungsdockschiffe der Raleigh- und Austin-Klasse. 1966 wurde die Werft schließlich aufgegeben. Im Anschluss verwaltete die Stadt New York das Gelände und gründete dort ein Industriegebiet. Die alten Piers werden von einer zivilen Werft, Seatrain Shipbuilding, von 1969 bis 1979 weiter zum Bau von Schiffen genutzt. Das zum Teil stillgelegte Gelände war zudem Schauplatz für einige Filmproduktionen, unter anderem für die Schlusssequenz des Thrillers Shaft – Liebesgrüße aus Pistolen von 1972.
Die „Brooklyn Navy Yard Development Corporation“ begann im Jahr 2011 mit einem umfangreichen Programm die Umstrukturierung des gesamten Geländes. Im November 2011 eröffnete man in der Flushing Avenue das Museum „Brooklyn Navy Yard Center“ im BLDG 92, das der Geschichte und Zukunft der Werft gewidmet ist. Im Jahr 2014 wurde das gesamte Gelände als historisches Viertel in das National Register of Historic Places (NRHP) aufgenommen. Das Viertel A mit dem Gebäude des Werft-Kommandanten ist ein National Historic Landmark. Das Trockendock 1, das Navy Yard Hospital Building und die Surgeon's Residence im Brooklyn Naval Hospital sind von New York City ausgewiesene Wahrzeichen.
In den 2010er Jahren sind zahlreiche Um- und Neubauten auf dem ehemaligen Werftgelände realisiert worden oder sind in Planung. Admiral's Row, zehn historische ehemalige Wohngebäude für Marineoffiziere, werden saniert und zum Teil mit Neubauten ersetzt. Die Sanierung der Admiral's Row würde 33.000 m² Leichtindustrie- und Bürofläche und 165.000 15.300 m² Einzelhandelsfläche umfassen. Das 250.000 Quadratmeter große „Green Manufacturing Center“ im Building 128 wurde 2016 fertiggestellt. Das 93.000 m² fassende 18-stöckige „Building 77“ wurde mit Kosten von 143 Millionen US-Dollar durchgeführt und im November 2017 wiedereröffnet. „Dock 72“, ein 675.000 Quadratmeter großes Bürogebäude, wurde im Oktober 2019 fertiggestellt und beherbergt Büros für WeWork. Die Arbeiten am Fertigungskomplex 399 Sands Street auf dem Gelände der Admiral's Row begannen im Juni 2018 und werden voraussichtlich 2021 abgeschlossen. Ein angrenzender Wegmans-Supermarkt wurde 2019 eröffnet. Im Januar 2018 veröffentlichte die Brooklyn Navy Yard Development Corporation einen aktualisierten Masterplan mit geschätzten Kosten von 2,5 Milliarden US-Dollar, die eine zusätzliche Fläche von 5,1 Millionen 470.000 m² zumeist für Produktion, aber auch für Büros und einem Technologiezentrum vorsieht.
2015 waren auf der Werft mehr als 330 Unternehmen angesiedelt, die zusammen etwa 7.000 Menschen beschäftigten. Dazu gehören die „Brooklyn Grange Farms“, die eine 65.000 Quadratmeter große kommerzielle Farm auf dem Dach von Building 3 betreiben und die Steiner Studios, das größte Produktionsstudio der Vereinigten Staaten außerhalb von Hollywood. Des Weiteren haben viele Künstler Räume angemietet und die „Brooklyn Navy Yard Arts“ gegründet.
Eine auf der Brooklyn Bridge angebrachte Bronzetafel erinnert an die Geschichte der Werft. Die Plakette erwähnt mehrere in Brooklyn Navy Yard gebaute Schiffe, darunter die geplante Maine, die Missouri und das letzte dort gebaute Schiff, die Duluth.

## Das Museum zur Werft – BLDG 92

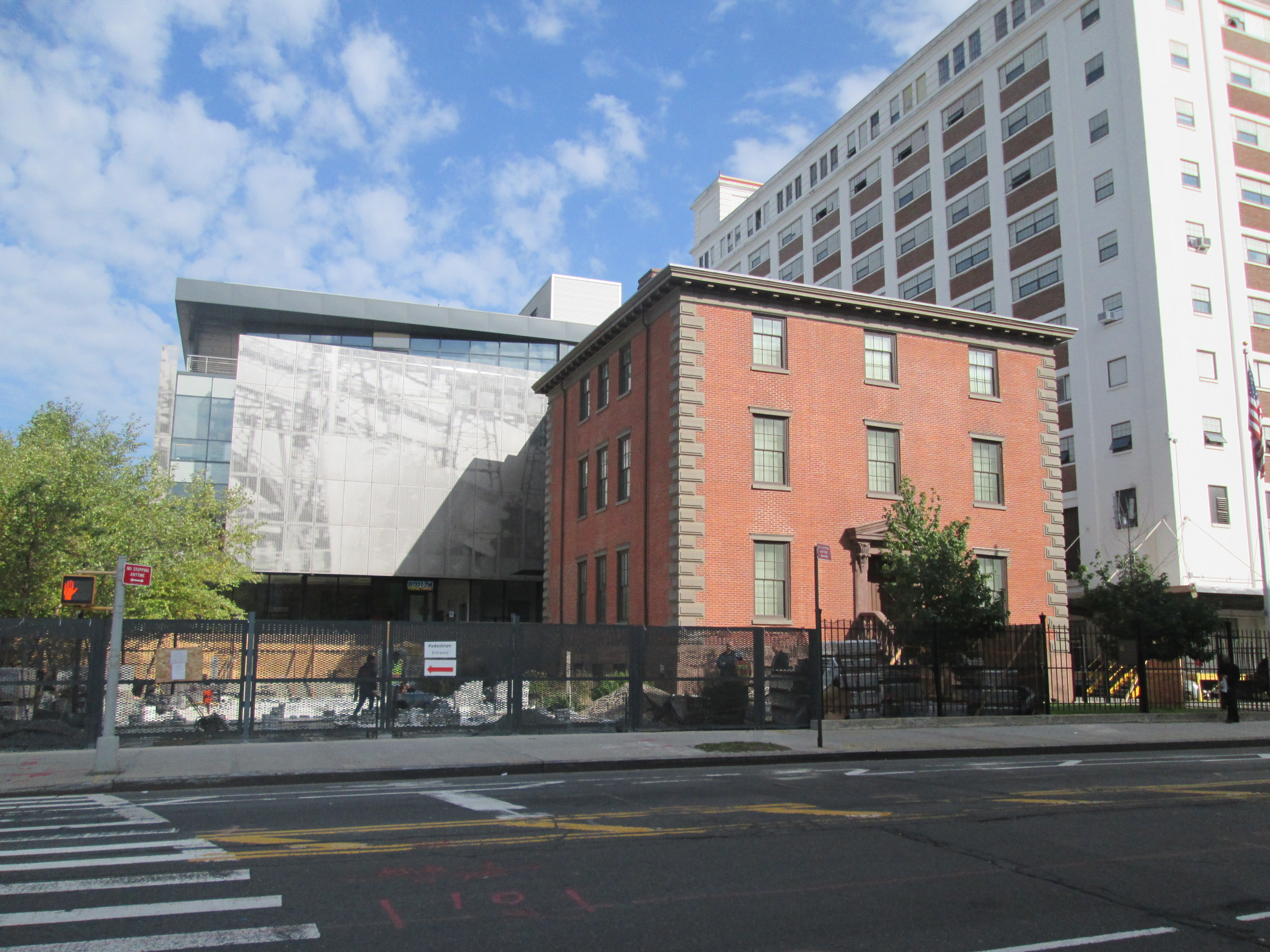
Werftmuseum Building 92 mit Neubau (links) und das Supply Storehouse (rechts)

Building 92 an der Flushing Avenue, kurz Bldg 92, Brooklyn 11205, bietet neben einer Dauerausstellung zum Brooklyn Navy Yard Ausstellungsflächen und ein Besucherzentrum für Aktivitäten auf dem gesamten Gelände. Es gibt eine Foto- und Dokumentensammlung über die hier gebauten Kriegsschiffe. Das Museum ist in dem 1857 erbauten roten Backsteingebäude Building 92 und einem 2011 entstandenen Neubau untergebracht.

## Verkehr
Brooklyn Navy Yard wird direkt von der B67-Buslinie der MTA Regional Bus Operations der MTA angefahren. Die Haltestellen befinden sich in der Market Street nahe Dock 72. In der Flushing Avenue an der Grenze zu Fort Greene halten die Busse der Linien B57, B62 und B69. Die nächstgelegene U-Bahn-Station befindet sich in der York Street in Dumbo an der Manhattan Bridge, wo die Linie  verkehrt. Innerhalb von Brooklyn Navy Yard ist ein selbstfahrender Shuttle-Service geplant.
Am 20. Mai 2019 eröffnete die NYC Ferry in Brooklyn Navy Yard am Dock 72 einen neuen Fähranleger der Astoria-Route, mit der man nach Manhattan und Queens gelangt. Der Fähranleger ist auch gut von South Williamsburg, Vinegar Hill und Fort Greene erreichbar. Die NYC Ferry hat hier seinen Heimathafen mit Wartungsanlagen.